# Heureka.cz

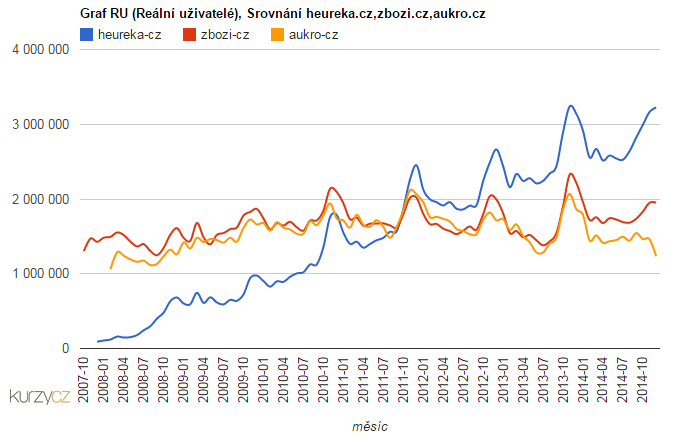
graf návštěvnosti webů Heureka.cz, Zbozi.cz a Aukro.cz (2007–2014)

Heureka je největší nákupní portál a srovnávač cen na českém internetu. Každý měsíc navštíví web v průměru čtyři a půl miliónu reálných uživatelů, kteří vybírají z třiceti miliónů produktů a desítek tisíc internetových obchodů. Heureka zároveň patří mezi 10 nejnavštěvovanějších webů v Česku měsíčně.
Nabízí široké spektrum funkcí. Zákazníci najdou na Heurece nákupní rádce a inspirační stránky, Heureka umožňuje porovnávání cen obchodů a srovnávání parametrů vybraných produktů, zákazníci zde najdou ověřené recenze e-shopů i produktů i poradny. Nákup lze jednoduše dokončit přímo na Heurece a zákazník tak může celý nákupní proces uskutečnit přímo na Heurece. 
Heureka.cz je součástí mezinárodní skupiny srovnávačů a nákupních rádců Heureka Group, která působí na devíti trzích střední a východní Evropy. 

## Historie
Interaktivní nákupní rádce Heureka.cz byl založen společností Miton v roce 2007, kdy zaujal nápadem zkombinování mnoha služeb do jednoho celku. Následně rozšířil svou působnost i na Slovensko, kde založil slovenskou verzi Heureka.sk (založena v r. 2008) Dne 31. března 2013, po fúzi se společností Miton Media, a.s., se stala novým provozovatelem Heureka.cz společnost Allegro Group CZ, s.r.o. Rok poté nastávají ve společnosti Allegro Group CZ, s.r.o. korporátní změny. Na základě těchto změn se nákupní rádce Heureka.cz od 1. 4. 2014 stává součástí společnosti Naspers OCS Czech Republic, s.r.o. Do stávajícího globálního segmentu srovnávačů patří například brazilský srovnávač BusCapé, jihoafrický PriceCheck, italský Trova Prezzi, polský Ceneo a další.
V říjnu 2015 oznámila skupina Rockaway nákup srovnávače cen Heureka.cz a e-shopu Mall.cz od současného provozovatele Naspers OCS Czech Republic, s.r.o. za částku 5,4 miliardy Kč. Od oznámení transakce se nyní čeká na schválení od ÚOHS.
Na základě rozhodnutí společníka byl dne 22. 2. 2016 změněn název dosavadní obchodní firmy Naspers OCS Czech Republic s.r.o. na Heureka Shopping s.r.o.
O tři roky později, sfúzováním se společností Heureka Shopping s.r.o vzniká nová obchodní entita Heureka Group a.s. Ta se svými srovnávači působí na devíti trzích střední a východní Evropy, měsíčně ji navštíví před 23 milionů uživatelů.   Do skupiny Heureka Group patří také Árukereső.hu v Maďarsku, Compari.ro v Rumunsku, Pazaruvaj.com z Bulharska, Ceneje.si ze Slovinska, Jetfinije.hr z Chorvatska, Idealno.rs ze Srbska a Idealno.ba z Bosny. Posláním Heureka Group je propojování e-shopů a značek se zákazníky. Hlavním cílem je pomoci e-shopům, značkám a dalším partnerům oslovit všechny naše uživatele napříč celým regionem a poskytnout jim při tom maximální podporu po všech stránkách a zároveň rozvíjet nákupního rádce v celém regionu CEE.

## Služby
Rozsah služeb:
- porovnávání cen produktů
- porovnávání a vyhledávání různých parametrů produktů
- inspirační stránky a nákupní rádce
- umožňuje hodnocení e-shopů službou "Ověřeno zákazníky"[11]
- zajišťuje recenze produktů
- nabízí garanci vrácení peněz[12] u e-shopů zapojených do služby Heureka Košík
- sleduje vývoj slev a novinek na trhu
- varuje před podezřelými e-shopy, ať už se jedná o nedodržování slev,[13] požadování plateb předem s následným nezasláním objednaného zboží a nereagováním na dotazy zákazníků,[14][15] nebo podvody spojené s neoprávněným používáním certifikátu "Ověřeno zákazníky"[11] na stránkách e-shopu.[16][17]

Ovšem ani logo Ověřeno zákazníky na samotných stránkách Heureka.cz negarantuje na 100%, že se jedná o seriózní obchod, neboť zákazníci hodnocení vkládají většinou 10 dní po uskutečnění objednávky a později (např. po zkušenostech s průběhem reklamací) ho už nemohou upravit.

## Rozšiřující projekty
- Nabízí možnost osobního vyzvednutí objednaného zboží pomocí sítě výdejních míst pro internetové obchody HeurekaPoint.[20][21]
- V roce 2011 představil novou mobilní aplikaci pro chytré telefony, díky které mohou zákazníci v kamenných obchodech okamžitě zjistit, kolik stojí vybrané zboží na internetu, jaké má vlastnosti a jaké zkušenosti s ním mají ostatní.[22]
- Provádí různé průzkumy týkající se internetového nakupování, například statistiky předvánočních útrat,[23] poměr nákupů v českých a zahraničních e-shopech[24][25] či vliv slev a nižších cen na internetu oproti kamenným prodejnám.[26]
- Provozuje dárkový server umožňující snadné vyhledávání dárků pro různé příležitosti a cílové skupiny.[27]
- Je spolupořadatelem soutěže ShopRoku.cz[28] (r.2012 již pátý ročník[29][30]) o nejoblíbenější e-shopy mezi internetovou veřejností, kde o "Ceně Kvality"[28] mohou hlasovat pouze reální zákazníci zapojených e-shopů, kteří prokazatelně v daném internetovém obchodě vyplnili objednávku.
- Každoročně představuje nejpopulárnější produkty roku v soutěži ProduktRoku.cz[31] (pořadatel: Naspers OCS Czech Republic, s.r.o.[32]) vybírané z desítek různých kategorií dle preferencí, počtu nákupů a hodnocení uživatelů.[33]
- Byla pořadatelem akce Den dopravy zdarma,[34][35][36] později Dny dopravy zdarma.

- Spustila projekt Udržitelný e-shop
- Každý rok vydává analýzu české e-commerce
- V roce 2022 začala kvartálně komentovat vývoj české e-commerce a vydávat analýzu s názvem Heureka eCommerce Insider

## Ocenění
Je držitelem ocenění ankety Křišťálová Lupa o nejoblíbenější a nejzajímavější projekty a služby českého Internetu v kategorii "Internetové obchodování", která zohledňuje projekty založené na zprostředkování transakčních operací (e-shopy, cenové srovnávače, katalogy zboží, transakční weby, platební nástroje, slevové servery apod.):
| Rok  | Umístění |
| ---- | -------- |
| 2010 | 4.       |
| 2011 | 3.       |
| 2012 | 3.       |
| 2013 | 1.       |
| 2014 | 1.       |
| 2015 | 1.       |
| 2016 | 1.       |
| 2017 | 2.       |
| 2018 | 2.       |
| 2019 | 3.       |
| 2020 | 4.       |

V prvním ročníku Zonky Innovation Awards obsadila Heureka první místo v kategorii Sdílená zkušenost.